# 康際清
康際清（?—?），山西省太原府興縣人，清朝政治人物、同進士出身。
光緒九年（1883年），参加癸未科殿試，登進士三甲15名。同年五月，改翰林院庶吉士。光緒十二年四月，散館，授翰林院檢討。